# Сердца тьмы: как белые писатели создали расистский образ Африки
Сердца тьмы: как белые писатели создали расистский образ Африки (англ. The Hearts of Darkness: How White Writers Created the Racist Image of Africa) — научно-популярная книга Милтона Аллимади, изданная в 2003 году.
В книге рассказывается о том, как западные писатели и издатели продвигали стереотипные и расистские образы африканцев и африканских стран.

## Публикация
Книга была впервые опубликована в 2003 году, а во второе издание 2016 года был добавлен контент о роли НАТО во Второй гражданской войне в Ливии. 

## Синопсис
В этой небольшой книге описываются проявления расизма в трудах таких авторов, исследователей и аристократов, как Сэмюэл Бейкер, Джозеф Конрад, Фредерик Лугард, Чарльз Гордон, Кейт Ричберг и Генри Мортон Стэнли. 
Автор рассказывает о своих беседах с бывшими редакторами The New York Times, National Geographic и журнала Time. 
В книге документируются расовые стереотипы как в печатных, так и в сетевых СМИ. В частности, документируются и критикуются широко распространённые изображения (в основном белыми писателями, но также и чернокожими) варварства, физической, моральной и интеллектуальной неполноценности, отрицание позитивного вклада чернокожих людей в культуру, искусство, науку, а также описания Африки как негостеприимной и нецивилизованной. 

## Критика
Фрэнсис Квартенг в ModernGhana написал, что Аллимади «заслуживает высокой оценки за хорошо выполненную работу». 
Профессор Университета Восточного побережья Мэриленда Кэтрин Барретт-Гейнс похвалила книгу за её краткость и заявила, что это будет первая книга, которую её студенты-историки должны будут прочитать. 
Молефи Кете Асанте описал книгу как глубокую, просветляющую и проницательную.

## Влияние
Книга была использована в качестве материала для различных научных работ и публикаций, в частности:
- Ojo, Tokunbo. "Africa in the Canadian media: The Globe and Mail's coverage of Africa from 2003 to 2012." Ecquid Novi: African Journalism Studies 35.1 (2014): 43–57.
- MacCann, Donnarae. "The sturdy fabric of cultural imperialism: Tracing its patterns in contemporary children's novels." Children’s Literature[англ.] 33.1 (2005): 185–208.